# Диспут (фильм)
«Диспут» (англ. Mindwalk) — художественный фильм, экранизация научно-популярного произведения Фритьофа Капры его братом Бернтом Амадеусом.

## Сюжет
Американский политик посещает своего друга-поэта в Мон-Сен-Мишель (Франция). Гуляя по островку средневековья, они обсуждают свою жизненную философию. Потом встречают Соню, учёную, живущую уединённо. Она присоединяется к их беседе. Двое мужчин слушают идеи женщины и обсуждают, как они могут сработать в их собственной политической и поэтической жизни.

## В ролях
- Главные роли
  - Лив Ульман — Соня Хоффман
  - Сэм Уотерстон — Джек Эдвардс
  - Джон Херд — Томас Харриман
  - Айони Скай — Кит Хоффман
  - Эммануэль Монтес — Ромэн
- Второстепенные роли
  - Джинн ван Фюй — первый турист
  - Пенни Вайт — второй турист
  - Габриэль Данчик — экскурсовод (гид)
  - Джин Бурсин — ризничий